# David Švehlík
David Švehlík (ur. 6 kwietnia 1972 w Libercu) – czeski aktor teatralny, filmowy i telewizyjny.

## Filmografia
- 2005: Anioł Pański jako hrabia
- 2005: Mężczyzna idealny jako Hubert
- 2006: Reguły kłamstwa jako Roman
- 2007: Operace Silver A jako Krupka
- 2012: W cieniu jako Beňo

### Seriale telewizyjne
- 2008–2012, 2014: Kriminálka Andel jako Tomás Benkovský (główna rola)
- 2014: Zivot a doba soudce A. K. jako sędzia Adam Klos (rola tytułowa)